# Neoporus uniformis
Neoporus uniformis es una especie de escarabajo del género Neoporus, familia Dytiscidae. Fue descrita por Blatchley en 1925.
Mide 3.9-4.1 mm. Es parecido a N. lobatus, pero de color más claro y con puntos más gruesos, más brillante y de menor tamaño. Es posible que sea una subespecie radicada más al sur.  Habita el sur de América del Norte, Florida.